# Hokes Bluff
Hokes Bluff é uma cidade localizada no estado americano do Alabama, no Condado de Etowah.

## Demografia
Segundo o censo americano de 2000, a sua população era de 4149 habitantes.
Em 2006, foi estimada uma população de 4332, um aumento de 183 (4.4%).

## Geografia
De acordo com o United States Census Bureau, a localidade tem uma área de 30,6 km², dos quais 30,1 km² cobertos por terra e 0,5 km² cobertos por água.

## Localidades na vizinhança
O diagrama seguinte representa as localidades num raio de 24 km ao redor de Hokes Bluff.